# Amolops larutensis
Amolops larutensis és una espècie de granota que viu a Malàisia, Tailàndia i, possiblement també, a Myanmar i que està amenaçada d'extinció per la destrucció de l'hàbitat.